# Reyes Infografica
Reyes Infografica (旧REM Infografica)は、スペインのマドリードに存在した、3Dプラグイン及びソフトウェアを開発するソフトウェアメーカーであった。

## 製品

### Reyesファミリー
3ds Max向けのプラグインを多数提供していた。
- ClothReyes - 最初に市販されたクロスシミュレーター[3][4]。
- DirtyReyes - 風化再現向けプラグイン[3]。
- MetaReyes - 高度なメタボールモデリングプラグイン[3]。ZBrushのZSphereのようなことが可能であった[5]。
- SurfReyes - 高度なSubdivisionモデリング向けプラグイン[3]。
- JetaReyes - ジェスチャー合成プラグイン[3]。
- NPR1 Reyes - カートゥーン、肖像画、エッチング、油絵など様々な表現が可能な、新たな非写実的レンダラー[3][6]。
  - CartoonReyes - カートゥーン向け非写実的レンダラー[3]。NPR1 Reyesのリリース後は、それに付属された。

### Virtual Fashion
Virtual Fashionはファッションデザイン向けソフトウェアであった。VF MakeUp、VF PhotoStudio、VF Models、VF Materials、VF FittingRoomのコンポーネントが含まれていた。ClothReyesを基にしたクロスシミュレーターが搭載されていた。
- VF Basic (Virtual Fashion Basic)
  - Virtual Fashion Basic for Poser (イーフロンティア発売[1])
- VF Professional
- VF Models
- VF Show - 表示のみに対応。